# ویلانتسهایم
ویلانتسهایم (به آلمانی: Willanzheim) یک منطقهٔ مسکونی در آلمان است که در کیتسینگن واقع شده‌است.

## خواهرخوانده
شهر Zánka خواهرخواندهٔ ویلانتسهایم هست.